# Руда (гміна Казанув)
Руда (пол. Ruda) — село в Польщі, у гміні Казанув Зволенського повіту Мазовецького воєводства.
Населення — 148 осіб (2011).
У 1975-1998 роках село належало до Радомського воєводства.

## Демографія
Демографічна структура станом на 31 березня 2011 року:
|          | Загалом | Допрацездатний вік | Працездатний вік | Постпрацездатний вік |
| -------- | ------- | ------------------ | ---------------- | -------------------- |
| Чоловіки | 76      | 20                 | 47               | 9                    |
| Жінки    | 72      | 20                 | 34               | 18                   |
| Разом    | 148     | 40                 | 81               | 27                   |